# موریس بنارد
موریس بنارد (انگلیسی: Maurice Benard؛ زادهٔ ۱ مارس ۱۹۶۳) بازیگر اهل ایالات متحده آمریکا است.
از فیلم‌ها یا برنامه‌های تلویزیونی که وی در آن نقش داشته است می‌توان به بیمارستان عمومی، جوی اشاره کرد.
وی همچنین برندهٔ جوایزی همچون جوایز امی دی‌تایم شده است.

## زندگی‌نامه
بنارد با نام موریسیو خوزه مورالس در مارتینز، کالیفرنیا متولد شده و در سانفرانسیسکو بزرگ شد. اجداد وی اهل نیکاراگوئه‌ و سالوادور می‌باشند.
بنارد در ۱۱ اوت ۱۹۹۰ با پائولا اسمیت ازدواج کرد. آنها چهار فرزند دارند: سه دختر و یک پسر. او پس از مرگ مادرزنش، خواهر کوچکتر همسرش به نام هدر را به فرزندی پذیرفتند.
بنارد در سن ۲۲ سالگی به اختلال دوقطبی مبتلا شد. اما اکنون به سخنگوی درمان این اختلال در سازمان سلامت روان آمریکا تبدیل شده است. او تصمیم گرفت که نویسندگان بیمارستان عمومی، شخصیت او در فیلم را نیز مبتلا به این اختلال جلوه دهند. بسیاری از مشکلاتی که او در این سریال به دلیل این اختلال با آنها روبرو می‌شود، مشکلاتی هستند که در زندگی شخصی خود با آنها روبرو بوده است. این سریال به خاطر تصویرسازی واقع‌گرایانه‌اش مورد ستایش زیادی قرار گرفته است.

## حرفه
او در دهه ۸۰ میلادی، قبل از بازیگری، حرفه خود را به عنوان مدل آغاز کرد. در سال ۱۹۸۷، اولین بازی تلویزیونی خود را با بازی در نقش نیکو کلی در مجموعه تلویزیونی «همه فرزندان من» انجام داد، نقشی که تا سال ۱۹۹۰ در آن بازی کرد. او در سال ۱۹۸۹ نامزد دریافت جایزه Soap Opera Digest برای بهترین بازیگر تازه وارد مرد شد. در سال ۱۹۹۱، در نقش مکمل در مجموعه تلویزیونی «راه‌های شوم او» ظاهر شد و بعداً در همان سال در مجموعه تلویزیونی زندگینامه‌ای «لوسی و دسی: قبل از خنده» در مقابل فرانسیس فیشر نقش دزی آرناز را بازی کرد. سال بعد، او اولین حضور بزرگ خود را در پرده بزرگ سینما با بازی در فیلم درام زندگینامه‌ای روبی تجربه کرد و بعداً در فیلم مستقل زندگی من در اینجا در سال ۱۹۹۳ نقش دوم را بر عهده داشت.
در سال ۱۹۹۳، برای بازی در نقش سانی کورینتوس، یک شخصیت اصلی مافیایی مبتلا به افسردگی شیدایی، در مجموعه تلویزیونی بیمارستان عمومی انتخاب شد. در ابتدا قرار بود این شخصیت فقط شش ماه دوام بیاورد زیرا بنارد به چیزی بیش از یک سال علاقه‌ای نداشت. او فاش کرد که پس از بازی در سریال همه فرزندان من، علاقه‌ای به بازی در سریال دیگری نداشت. او به بازیگران سریال بیمارستان عمومی پیوست زیرا ورشکست شده بود و در آن زمان تنها چیزی که می‌دانست بازیگری بود. تهیه‌کنندگان دو نقش جداگانه، یکی نقش دامیان اسمیت، مافیایی با قرارداد دو ساله، و دیگری نقش سانی، را به او پیشنهاد دادند. بنارد فاش کرد که تنها دو هفته پس از شروع کار، دچار فروپاشی روانی ناشی از افسردگی شیدایی شد. در مقطعی او دیگر سر کار نیامد، اما از شبکه به خاطر حفظ اعتمادش به او به جای اخراج فوری‌اش، قدردانی کرد. او نقش خود را در ویژه برنامه‌های پربیننده سال ۱۹۹۶ با نام «بیمارستان عمومی: پیچ سرنوشت» ، اسپین‌آف روزانه «پورت چارلز» و در یک قسمت از اسپین‌آف پربیننده «بیمارستان عمومی: شیفت شب» تکرار کرد.
بنارد برای نقش سانی کورینتوس نامزد ده جایزه امی دی‌تایم شده است و در سال‌های ۲۰۰۳، ۲۰۱۹ و ۲۰۲۱ جایزه بهترین بازیگر نقش اول مرد سریال درام را از آن خود کرده است، همچنین در سال‌های ۱۹۹۶، ۲۰۰۳ و ۲۰۰۵ سه جایزه Soap Opera Digest را برای بهترین بازیگر نقش اول مرد دریافت کرده است.
بنارد علاوه بر فعالیت در تلویزیون، در تعدادی فیلم سینمایی نیز بازی کرد. او در فیلم کمدی-درام جوی محصول ۲۰۱۵ به کارگردانی دیوید او. راسل ظاهر شد. او در فیلم مستقل و معمایی «روح و نهنگ» محصول ۲۰۱۷ به تهیه‌کنندگی همسرش پائولا بازی کرد. و در سال ۲۰۱۶ به عنوان بازیگر مهمان در مجموعه تلویزیونی کسل بازی کرد و در فیلم لایف‌تایم «عاشقی که به او خیانت شد» در مقابل جیمی لونر ظاهر شد. در سال ۲۰۱۸، در فیلم ترسناک «سینما کابوس» به کارگردانی ریوهی کیتامورا بازی کرد. در سال ۲۰۱۹، او نقش جان گاتی را در فیلم جنایی «ویکتوریا گوتی: دختر پدرم» بازی کرد. او بعداً در فیلم‌های «نگه دار» و «استاندارد برابر» نیز بازی کرد.

## فیلم‌شناسی
سینمایی
| سال  | عنوان                     | نقش                 | یادداشت‌ها  |
| ---- | ------------------------- | ------------------- | ---------- |
| ۱۹۹۱ | راه‌های شیطانی او          | استیو               |            |
| ۱۹۹۱ | لوسی و دسی: قبل از خنده   | دزی آرناز           |            |
| ۱۹۹۲ | روبی                      | دیگو                |            |
| ۱۹۹۳ | زندگی دیوانه من           | خزنده               |            |
| ۱۹۹۶ | برای روبرو شدن با گذشته‌اش | جسی مولینا          |            |
| ۱۹۹۹ | عملیات اسپلیتسویل         | فرانک               |            |
| ۱۹۹۹ | دستور منع                 | سیکو                |            |
| ۲۰۰۰ | کریستال کلیر              | استیون              | فیلم کوتاه |
| ۲۰۰۰ | ما با مارگو ازدواج کردیم  | خودش                |            |
| ۲۰۰۹ | اعتراف                    | میچ                 |            |
| ۲۰۱۵ | روح و نهنگ                | جوزف هاثورن         |            |
| ۲۰۱۵ | جوی                       | جارد                |            |
| ۲۰۱۷ | عاشقی که به او خیانت شد   | کارآگاه آلوارز      |            |
| ۲۰۱۸ | سینمای کابوس              | پدر بندیکت          |            |
| ۲۰۱۹ | ویکتوریا گاتی: دختر پدرم  | جان گاتی            |            |
| ۲۰۱۹ | صبر کن                    | پیتر دوران          |            |
| ۲۰۱۹ | دوک                       | وینکی               |            |
| ۲۰۲۰ | استاندارد برابر           | کاپیتان چاوات ایساک |            |
| ۲۰۲۲ | شور و اشتیاق              | پدر توماس رورک      | فیلم کوتاه |

تلویزیونی
| سال         | عنوان                             | نقش                  | یادداشت‌ها             |
| ----------- | --------------------------------- | -------------------- | --------------------- |
| ۱۹۸۷–۱۹۸۹   | همه فرزندان من                    | نیکو کلی             | سری معمولی            |
| ۱۹۹۰        | اداره مبارزه با مواد مخدر         | کورو                 | قسمت: «ورزش خونین»    |
| ۱۹۹۱        | آمار                              | خورخه روزاریو        | قسمت: «لیدی‌فینگر»     |
| ۱۹۹۲        | عدالت تاریک                       | دوست پسر مافیایی کلی | قسمت: «سالگرد»        |
| ۱۹۹۳–تاکنون | بیمارستان عمومی                   | سانی کورینتوس        | سری معمولی            |
| ۱۹۹۶        | بیمارستان عمومی: پیچ و تاب سرنوشت | سانی کورینتوس        | ویژه برنامه تلویزیونی |
| ۲۰۰۰        | پورت چارلز                        | سانی کورینتوس        | ۳ قسمت                |
| ۲۰۰۷        | بیمارستان عمومی: شیفت شب          | سانی کورینتوس        | قسمت: «زمان سپری شده» |
| ۲۰۱۶        | کسل                               | هوراشیو اسپات        | قسمت: «دوباره مرده»   |